# Закон Мойано
Закон Мойано (исп. La ley Moyano; кат. La Llei Moyano) стал важной поправкой к закону о всеобщем начальном образовании. Утверждён декретом 9 сентября 1857 года либеральным министром Клаудио Мойано, действовавшим вплоть до появления Второй Испанской Республики. Это был первый закон, в котором государство регулировало учебные программы путём вмешательства в образование. На бумаге он превратил начальное образование во всеобщее 9 сентября 1855 года, и более, того строго определил испанский (кастильский) язык как единственный язык обучения. Данное ограничение, точнее его рьяное внедрение, всколыхнуло каталонскую интеллигенцию и буржуазию и в конечном счёт привела к глубокому этноязыковому расколу в Каталонии.

## Предыстория
В 1733 году Карл III издал декрет формально запрещающий использование каталанского языка в общественных местах, однако слабый уровень исполнения законов характерный для Испании в целом приводил к тому что испанский язык, хотя и был уже знаком широким слоям населения Каталонии, по-прежнему весьма ограниченно употреблялся к примеру в системе начального образования. Более того, нотариальные документы и прочая мелкая местная документация до начала XIX составлялись преимущественно на каталанском языке. Тем не менее, языков возвышенной литературы в регионе с XV века является испанский. В результате, каталанский и испанский долгое время воспринимались как стилистически разные социолекты одного языка. Эта ситуация сохранялась с ХV до середины XIX века. К примеру, на начальном этапе каталонское возрождение имеет прeимущественно тематический характер: каталонские писатели всё больше времени уделяют собственно каталонской тематике, хотя языком их произведений остается почти везде кастильский, который продолжает восприниматься как более высокая стилистическая разновидность каталанского. Поворотным моментом в этом относительно безобидном (для единой Испании) явлении поставил закон Мойано 1857 года, согласно которому всеобщее начальное образование по всей Испании должно отныне осуществляться исключительно на кастильском языке. В ответ каталонская интеллигенция идёт на сознательный разрыв не только с общеиспанской тематикой, но и с испанским языком.